# کشتن نوزادان دختر
کشتن نوزادان دختر (انگلیسی: Female infanticide) کشتن عمدی دختران تازه متولد شده‌است. در کشورهایی که سابقه نوزادکشی دختران را دارند، عمل مدرن سقط جنین بر پایه جنسیت اغلب به عنوان مبحثی مرتبط مورد بحث قرار می‌گیرد. کشتن نوزادان دختر عامل اصلی نگرانی در چندین کشور مانند چین، هند و پاکستان است. استدلال شده‌است که جایگاه پایین زنان در جوامع مردسالار سبب سوگیری علیه زنان می‌شود.
در سال ۱۹۷۸، لایلا ویلیامسون، انسان‌شناس، در خلاصه‌ای از داده‌هایی که در مورد گستردگی کودک‌کشی گردآوری کرده بود، دریافت که نوزادکشی در همه قاره‌ها رخ داده و توسط گروه‌هایی از شکارچیان تا جوامع بسیار توسعه‌یافته امروزی انجام شده‌است. این رویه به عنوان یک استثنا، در همه جا امری عادی بوده‌است. این عمل در میان مردم بومی استرالیا، شمال آلاسکا و جنوب آسیا ثبت شده و باربارا میلر استدلال می‌کند که این عمل - حتی در جهان غرب - «تقریباً فراگیر» است. میلر معتقد است که کشتن نوزادان دختر در مناطقی که زنان در آن به شغل کشاورزی مشغول نیستند و مناطقی که در آنها دادن جهیزیه معمول است، امری عادی است. چارلز داروین در سال ۱۸۷۱ در کتاب تبار انسان و گزینش در ارتباط با جنسیت نوشت که این عمل در میان قبایل بومی استرالیا رایج بود. نوزادکشی دختر نیز ارتباط تنگاتنگی با کمبود آموزش و نرخ بالای فقر دارد، که بیان می‌دارد چرا در مناطقی مانند هند، پاکستان و غرب آفریقا شایع است.
تحقیقی که توسط مرکز تحقیقات پیو بر اساس داده‌های دولت هند انجام شد، برآورد می‌کند که دست‌کم ۹ میلیون زن را در دوره ۲۰۰۰–۲۰۱۹ در هند «مفقود» هستند. در سال ۱۹۹۰، آمارتیا سن که در مجله نقد کتاب نیویورک مقاله می‌نویسد، «برآورد نمود که ۱۰۰ میلیون زن، کمتر از آنچه انتظار می‌رفت، در آسیا وجود دارد، و این تعداد زن «گمشده» بی‌صدا داستان وحشتناکی را برایمان بیان می‌کنند. نابرابری و بی‌توجهی منجر به مرگ‌ومیر بیش از حد زنان می‌شود». در ابتدا نظر آمارتیا سن در مورد سوگیری جنسیتی مورد اعتراض قرار گرفت و گفته شد که هپاتیت ب علت تغییر در نسبت جنسی انسانی است. با این حال اکنون به‌طور گسترده پذیرفته شده‌است که کمبود عددی در سراسر جهان در زنان به دلیل سقط جنین‌های انتخابی، نوزادکشی و بی‌توجهی [به دختران] است.

## وقوع منطقه‌ای

### چین

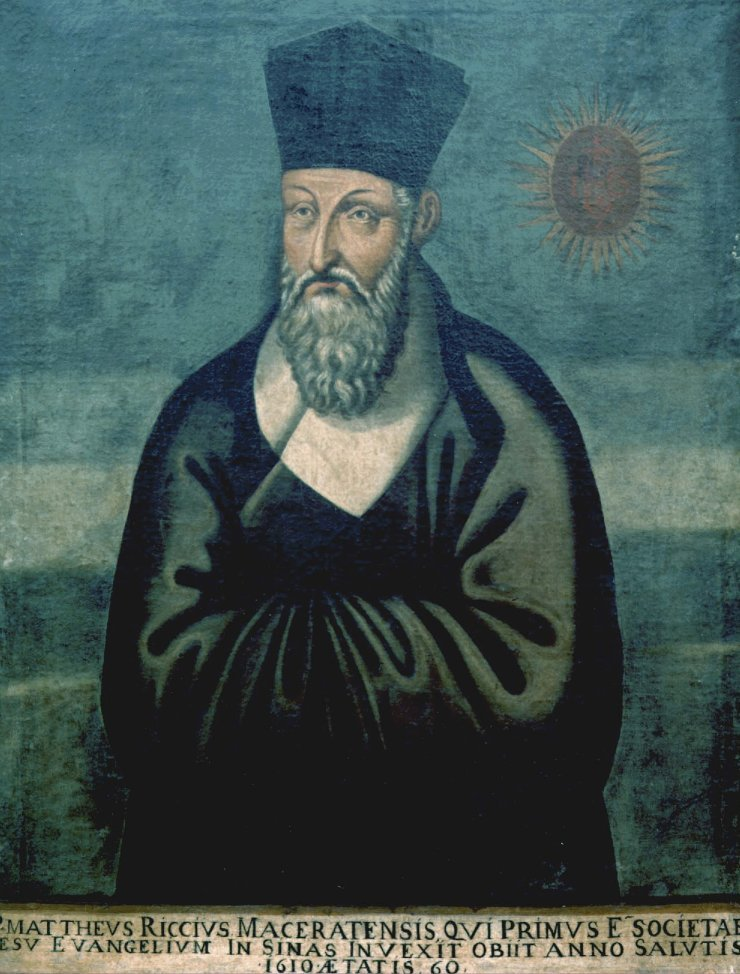
ماتئو ریتچی

چین سابقه ۲۰۰۰ ساله در کشتن نوزادان دختر دارد. مبلغان مسیحی پس از ورد به چین در اواخر قرن شانزدهم، دریافتند که نوزادکشی دختر در حال انجام است - نوزادان تازه متولد شده در رودخانه‌ها یا روی تل زباله می‌انداختند. در قرن هفدهم، ماتئو ریتچی متئو ریچی نوشته‌است که این عمل در چندین استان چین رخ داده و دلیل اصلی این عمل فقر بوده‌است.
در چین قرن نوزدهم، کشتن نوزادان دختر رواج داشت. شرحی از متون دودمان چینگ شیوع «نی نو» («غرق کردن دختران») را برملا می‌کند، و غرق کردن روش رایجی بود که برای کشتن کودکان مؤنث استفاده می‌شد. روش‌های دیگر شامل خفه‌کردن و محرومیت غذایی تا مرگ بود. گذاشتن کودک در معرض عوامل طبیعی روش دیگری برای کشتن یک نوزاد بود: کودک را در سبدی می‌گذاشتند و سپس آن را در درختی قرار می‌دادند.
صومعه‌های بودایی «برج‌های بچه» برای مردم ایجاد کردند تا کودکان را در آنجا رها کنند. با این حال مشخص نیست که آیا کودکان برای فرزندخواندگی رها می‌شدند یا اینکه پیشتر مرده بودند و برای دفن در آنجا گذاشته می‌شدند. در سال ۱۸۴۵ در استان جیانگشی، یک مبلغ مذهبی نوشت که این کودکان تا دو روز در معرض عوامل محیطی زنده ماندند و کسانی که از آنجا می‌گذشتند هیچ توجهی نمی‌کردند.
در بیشتر استان‌های چین در طول قرن نوزدهم، کشتن نوزادان دختر انجام می‌شد. در سال ۱۸۷۸، مبلغ یسوعی فرانسوی «گابریل پالاتر» اسنادی را از ۱۳ استان در این باره جمع‌آوری کرد، و در «سالنامه دوران مقدس کودکی» نیز شواهدی از کودک کشی در شانشی و سیچوآن ثبت شده‌است. بر پایهٔ اطلاعات جمع‌آوری‌شده توسط پالاتر، این عمل به‌طور گسترده در استان‌های جنوب شرقی و در منطقه رودخانه یانگ‌تسه سفلی شیوع داشت.

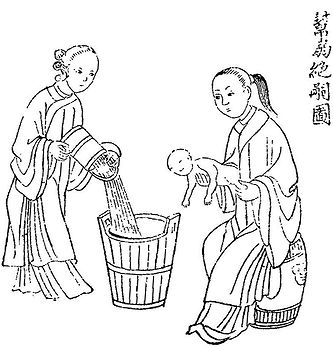
اعلامیه ضد نوزادکشی دختر در چین، حوالی سال ۱۸۰۰.

در چین، نوزادکشی دختر عملی کاملاً مقبول و قابل چشم‌پوشی نبود. بودیسم به‌ویژه در محکوم نمودن این عمل بسیار جدی و کاری بود. بودایی‌ها نوشتند که کشتن دختران جوان کارمای بدی به همراه خواهد داشت. برعکس، کسانی که جان یک دختر جوان را از طریق مداخله یا از طریق اهدای هدایای مالی یا غذا نجات می‌دهند، کارمای خوبی به دست می‌آورند که منجر به زندگی مرفه، عمر طولانی و موفقیت برای پسرانشان می‌شود. با این حال، اعتقاد بودایی‌ها به تناسخ به این معنی بود که مرگ یک نوزاد، پایان کار نیست، زیرا کودک دوباره متولد می‌شود. این باور احساس گناه ناشی از نوزادکشی دختر را کاهش می‌داد.
نگرش کنفوسیوسی نسبت به کشتن نوزادان دختر متناقض بود. تقوای فرزندی کنفوسیوسی با بها دادن به سن بالا نسبت به جوانی، ارزش کودکان را کاهش می‌داد. تأکید کنفوسیوس بر خانواده منجر به افزایش جهیزیه شد که به نوبه خود منجر به گران‌تر شدن هزینه‌های داشتن یک دختر نسبت به پسر گردید و سبب شد خانواده‌ها احساس کنند که نمی‌توانند از پس هزینه‌های دختر داشتن بربیایند. رسم کنفوسیوس برای نگه داشتن پسر در کنار خانواده به این معنا بود که پولی که برای تربیت دختر به همراه جهیزیه خرج می‌شود، هنگام ازدواج دختر و با رفتن او به خانواده‌ای دیگر از بین می‌رود و به این ترتیب دختران را «کالای زیان‌ده» می‌نامیدند. برعکس، باور کنفوسیوسی رِن باعث شد تا روشنفکران کنفوسیوسی از این ایده حمایت کنند که کشتن نوزادان دختر کاری نادرست است و این عمل تعادل بین یین و یانگ را برهم می‌زند.
یک مقاله سفید منتشرشده توسط دولت چین در سال ۱۹۸۰ بیان کرد که کشتن نوزادان دختر یک «عمل شیطانی فئودالیستی» است. موضع رسمی دولت در مورد این عمل این است که این کار دوران فئودالی به‌جا مانده و نتیجه سیاست‌های تک‌فرزندی دولت چین نیست. با این حال جینگ بائو-نی استدلال می‌کند که «غیرقابل تصور» است که باور کنیم هیچ ارتباطی بین سیاست‌های تنظیم خانواده دولتی و کشتن نوزادان دختر وجود ندارد.

### عربستان پیش از اسلام
برخی آیات قرآن — خاصه اسراء۳۱ و تکویر۸–۹ — دربارهٔ کشتن نوزادان هستند؛ سورهٔ تکویر می‌گوید در آخرالزمان از دختر مدفون (در متن قرآن مشخص نیست این دختر زنده‌به‌گور شده باشد) پرسیده می‌شود به چه گناهی کشته شد. سورهٔ اسراء نیز فرمان می‌دهد نوزادان را از روی فقر نکشید.  ولی براینر معتقد است اسراء۳۱ بخشی از مجموعهٔ بزرگ‌تر آیات ۲۲–۳۹ همان سوره است و این آیات نسخهٔ اسلامی ده فرمان موسی هستند (سفر لاویان ۱۸:۲۱ فرمان می‌دهد فرزندانتان را برای مولوخ نکشید). آنگلیکا نویورت نیز اشاره به دخترِ مدفون را شبیه به شعری منسوب به افرایم سوری، شاعر مسیحی سریانی، دربارهٔ رفتار کودک مدفونی با مادرش در آخرالزمان می‌داند:
آن‌که زنا می‌کند، باردار شده و می‌کُشد (سقط جنین) / تا [کودکش] این جهان را نبیند / کودک او را از دیدن آن جهان منع خواهد کرد / چه مادر مرگ به رَحِم خود آورده و [کودک] در تاریکی زمین دفن خواهد شد / پس کودک نیز برای مادر مرگ آورده، / مادر به تاریکی آن جهان خواهد رفت.— منسوب به افرایم سوری

### هند

نقشه نسبت جنسی کودکان هند، ۲۰۱۱.

دادن جهیزیه در هند یکی از دلایل ذکر شده برای کشتن نوزادان دختر است؛ جهیزیه دادن طی یک بازهٔ زمانی طولانی که چندین سده رادر بر می‌گیرد، جزئی از فرهنگ هند شده‌است. اگرچه دولت اقداماتی را برای لغو نظام جهیزیه انجام داده‌است، اما این رویه همچنان ادامه دارد و برای خانواده‌های فقیرتر در مناطق روستایی، دلیل کشتن نوزادان دختر و سقط انتخابی جنین مؤنث را به ترس از ناتوانی در تهیه جهیزیه مناسب و سپس طرد شدن از نظر اجتماعی نسبت می‌دهند.
در سال ۱۷۸۹، در زمان استعمار بریتانیا در هند، دولت بریتانیا متوجه شد که کشتن نوزادان دختر در اوتار پرادش آشکارا به رسمیت شناخته شده‌است. نامه ای از یک قاضی که در این دوره در شمال غربی هند مستقر بود، از این واقعیت سخن می‌گوید که به‌مدت چند صد سال، هیچ دختری در پایگاه‌های راجه‌های ماین پوری بزرگ نشده بود. با این وجود، در سال ۱۸۴۵، حاکم آن زمان پس از مداخله یک مأمور مالیاتی منطقه به نام آنوین، دختری را زنده نگه داشت. بررسی تحقیقات نشان داده‌است که اکثر نوزادکشی‌های دختر در هند در طول دوره استعمار، بیشتر در شمال غرب آن کشور رخ داده‌است، و اگرچه همه گروه‌ها این عمل را انجام نداده‌اند، اما در واقع عملی فراگیر بوده‌است. در سال ۱۸۷۰، پس از بررسی‌های مقام‌ها و مأموران بریتانیا، این عمل، طی «قانون پیشگیری از کشتن نوزادان دختر»، مصوب ۱۸۷۰، غیرقانونی اعلام شد.
به گفته دونا فرناندس، فعال حقوق زنان، برخی از رسم و روال‌ها آن چنان عمیق در فرهنگ هند تنیده شده‌است که «تقریباً غیرممکن است کنار گذاشته شوند» و او گفته‌است که هند در معرض نوعی «نسل‌کشی زنان» است. سازمان ملل اعلام کرده‌است که هند مرگبارترین کشور برای دختران است و در سال ۲۰۱۲ احتمال مرگ کودکان دختر بین ۱ تا ۵ سال ۷۵ درصد بیشتر از پسران هم سن بود. گروه حقوق کودکان سی.آر. وای تخمین زده‌است که از ۱۲ میلیون تولد سالانه نوزادان دختر در هند، ۱ میلیون در اولین سال زندگی خود خواهند مرد. در زمان حکومت بریتانیا، عمل نوزادکشی دختر در ایالت تامیل نادو هند در میان کالارها و توداها گزارش شد. در ژوئن ۱۹۸۶ ایندیا تودی در مقاله اصلی خود «زاده‌شده برای مرگ» گزارش کرد که نوزادکشی دختر هنوز در اوسیلامپاتی در جنوب تامیل نادو در حال انجام است. این عمل بیشتر در میان کاست غالب منطقه، یعنی «کالارها» رایج بود.

### پاکستان
علیرغم اینکه این عمل طبق قوانین اسلامی قابل مجازات است، مواردی از نوزادکشی دختر در پاکستان به دلایلی وجود داشته‌است، به‌عنوان مثال، کودکانی که خارج از زناشویی رسمی متولد شده و سپس برای جلوگیری از انگ نامشروعی کشته شده‌اند. پاکستان هنوز یک کشور مردسالار است و جامعه ای پدرسالار باقی مانده‌است. علاوه بر این، پسران خانواده تحت رفتار ترجیحی قرار می‌گیرند و قبل از دختران، غذا و مراقبت‌های پزشکی دریافت می‌کنند. داشتن فرزند خارج از ازدواج در پاکستان از نظر فرهنگی تابو است. زنان در چنین شرایطی نوزادان تازه‌به‌دنیا آمده را می‌کشند تا از شرم یا آزار و شکنجه فرار کنند. با این حال، نسبت کشته شدن نوزادان دختر در این موارد بسیار بیشتر از پسران است، زیرا پسران بسیار با ارزش‌تر هستند. نوزادکشی در پاکستان غیرقانونی است. با این حال، مردم این موارد را گزارش نمی‌کنند و در نتیجه تحقیقات و پیگیری پلیس ناممکن می‌شود. طبق گفتهٔ «کمیته ملی حق زندگی»، در سال ۲۰۱۷، تنها یک مورد نوزادکشی در پاکستان گزارش شد، اما در واقع ۳۴۵ نوزاد در پایتخت پاکستان از ژانویه ۲۰۱۷ تا بهار ۲۰۱۸ مرده پیدا شدند.

### لیختن‌اشتاین
لیختن‌اشتاین با وجود داشتن جمعیتی ۴۰۰۰۰ نفری، با نرخ ۱۲۶ نوزاد پسر به ازای هر ۱۰۰ نوزاد دختر، در صدر فهرست کشورهایی قرار دارد که نسبت‌های جنسی ناهنجار دارند. در مورد صحت این داده‌ها تردید قابل توجهی وجود دارد زیرا لیختن اشتاین سقط جنین را جرمی کیفری در نظر می‌گیرد و علاوه بر این، به دلیل کوچک بودن حجم نمونه، احتمال اشتباه در جمع‌آوری داده‌ها وجود دارد. با این حال، ترجیح مردان در لیختن اشتاین از طریق آمارهایی مانند این واقعیت که زنان تقریباً ۱۶٫۵ درصد کمتر از همتایان مرد خود درآمد دارند و همچنین تنها حدود ۱۲ درصد از کرسی‌های پارلمان را تا سال ۲۰۲۱ اشغال می‌کنند، مشهود است. همچنین اعطای حق رای به زنان تا سال ۱۹۸۴ به تأخیر افتاد. در حالی که لیختن‌اشتاین متعهد به تشویق توانمندسازی زنان و برابری جنسیتی است، فقدان قوانین ویژه برای مقابله با نوزادکشی زنان محسوس است.

### اجتماعی-اقتصادی
حذف زنان از جهتی مشکل ساز است، زیرا این امر تعداد زنانی را که می‌توانند بچه دار شوند کاهش می‌دهد. این موضوع همچنین با احساس ارزشمندی زنانه مغایر است، زیرا خانواده‌هایی که می‌خواهند نوزادان دختر را محو کنند به دختران جوان جامعه خود می‌آموزند که نسبت به جنس مخالف پست‌تر هستند و این موضوع احتمال مواجه این دختران را با ظلم و ستم و دسترسی کمترشان به مشاغل را افزایش می‌دهد. نظام جهیزیه بر خانواده‌ها و خط فقر اثر می‌گذارد، زیرا برخی خانواده‌ها که درآمدی کمتر از حداقل دستمزد دارند، برای تأمین جهیزیه با مشکل مواجه هستند.
مطابق داده‌های سال ۲۰۱۷، زنان پاکستانی کمتر از همتایان مرد خود درآمد و کمتر از صد روپیه در ماه درآمد داشتند، و اغلب قادر به دریافت آموزشی نیستند که به آنها اجازه دهد ساعات کار و حقوق بهتری داشته باشند. برخی نیز فقط به کار در خانه محدود می‌شوند، در حالی که مردان مجاز به انجام بیشتر امور زراعی و گله داری هستند.
در بسیاری از کشورها، کشتن نوزادان دختر با مبارزات اجتماعی-اقتصادی همراه است. مطالعه‌ای که در هند انجام شد، سه دلیل اجتماعی-اقتصادی مرتبط با نوزادکشی دختران را نشان داد. این بررسی نشان داد که کاروری اقتصادی ایجاب می‌کند که خانواده‌ها برای پسران بیشتر از دختران ارزش قائل باشند، زیرا پسران می‌توانند کار کنند و پول به خانه بیاورند. با توجه به فاکتور سودمندی اجتماعی-فرهنگی در کشتن نوزادان دختر، برای بسیاری از فرهنگ‌ها داشتن پسر در خانواده برای انتقال میراث خانواده الزامی است. در کشتن نوزادان دختر عوامل مذهبی نیز دخیل هستند. بسیاری بر این باورند که مردان تنها کسانی هستند که می‌توانند خرج و مخارج زندگی را تأمین کنند و پسران مشعلی برای برافروختن آتش تشیع جنازه والدین درگذشتهٔ خود و کمک به نجات روح آنان هستند.

## راه‌حل‌ها/برنامه‌ها
سازمان‌های مردم‌نهاد توسعه (NGDOs) سیاست‌های آگاهی جنسیتی دارند که برای جلوگیری از تبعیض زنان در سراسر جهان طراحی شده‌اند. این سازمان‌های غیردولتی در تلاش برای آموزش کارکنان و نیروهای کار در مورد چالش‌های مبرمی که زنان در جامعه با آن روبرو هستند، به شرکت‌ها بزرگ نزدیک می‌شوند. به غیر از افزایش آموزش در این زمینه، یکی دیگر از راه کارهای قابل توجه برای کشتن نوزادان دختر، هدف قرار دادن نظام جهیزیه است. بسیاری از جوامع با تولد کودکان دختر به دلیل هزینه سنگین جهیزیه که برای یک زن باید متحمل شوند، مشکل دارند؛ بنابراین، ریشه‌کن کردن نظام جهیزیه با کاهش بار مالی خانواده‌ها، می‌تواند به‌طور بالقوه ارجحیت ظاهری فرزندان پسر و همچنین نرخ نوزادکشی دختران را کاهش دهد.
یکی دیگر از راه‌های کاهش کشتن نوزادان دختر، ارائه انگیزه به خانواده‌ها برای تولد دختر است. «طرح حمایت از کودکان دختر هند» یکی از این طرح‌ها است که با ارائه حمایت مالی برای خانواده‌ها در صورت به دنیا آمدن فرزندان دختر و حمایت بیشتر از خانواده‌هایی که فرزندانشان را برای تحصیل می‌فرستند، دخترزایی را تشویق می‌کند. این امر نرخ سواد زنان را بهبود می‌بخشد و مشارکت زنان را در نیروی کار افزایش می‌دهد و نرخ کشتن نوزادان دختر را در کشورهای توسعه نیافته کاهش می‌دهد.
اجرای آموزش جنسیت در مدارس و محیط کار، به بی‌سویی جنسیتی در جامعه می‌افزاید و ارزش زنان را افزایش می‌دهد. همدلی با حق رای زنان در کشورهایی که حقوق زنان را محدود می‌کنند، یکی دیگر از مبارزاتی است که زنان برای آزادی آن در کشور خود می‌جنگند. علاوه بر برابری جنسیتی در آموزش، تعلیم راه‌کارهایی به زنان که بتوانند از پسِ موقعیت‌هایشان برآیند، به آنها کمک خواهد کرد تا اعتماد به نفس خود را افزایش دهند و دانش و علایق خود را با فرزندان دختر خود منتقل کنند. یکی از عواقب نوزادکشی دختر این است که زنان جنسیت خود را بی‌ارزش می‌کنند. هنگامی که مادران فرزندان دختر خود را به دیگران می‌بخشند، این کار تنها منجر به ارائه تصویری ضعیف‌تر و بی‌ارزش‌تر از جنس زن می‌شود. احترام گذاشتن زنان به خودشان و دخترشان باعث افزایش ارزش زنان و درنهایت افزایش جمعیت آنان خواهد شد. ممکن است اجرای این تغییرات در جامعه به زمان زیادی نیاز داشته باشد، اما بازنگری‌های اجتماعی فرآیندی کند است. تحصیلات، ارزش در زندگی، و اشتیاق به جنسیت، همه جنبه‌هایی از کاهش نوزادکشی دختران هستند. فراهم کردن مکان‌هایی برای رها کردن کودک دختر، مانند «طرح حمایت از کودک دختر»، در ظاهر گامی است به سوی تغییر. اما این برنامه فقط به در دسترس بودن و فرصت برای نوزادکشی دختر می‌افزاید. اجرایی کردن آموزش جنسیتی و یاد دادنِ ارزش زندگی به میزان زیادی الهام بخش تغییرات در جوامعی خواهد بود که در پایان دادن به چنین فرایند مذمومی مشارکت دارند.

## پیامدها و واکنش‌ها
در نتیجهٔ نرخ بالای کشتن نوزادان دختر در برخی کشورها، نسبت جنسی جمعیت به نفع جنس مذکر منحرف می‌شود. به گفته سازمان ملل، این مازاد مردان در جامعه، با افزایش نرخ کودک‌آزاری، خشونت خانگی، و قاچاق/ربودن عروس مطابقت دارد که تهدیدی جدی برای امنیت زنان در مناطق آسیب‌دیده‌است. این موضوع همچنین احتمال ابتلای زنان به بیماری‌های آمیزشی زیان‌آور را افزایش می‌دهد و بر زندگی آنها و همچنین بر میزان جمعیت تأثیر منفی می‌گذارد. به سبب این مسائل نگران‌کننده، افزایش قابل توجهی در میزان مرگ‌ومیر مادران و افزایش وضعیت سلامت روان در میان زنان در این مکان‌ها وجود دارد.
«مرکز کنترل دموکراتیک نیروهای مسلح در ژنو» (DCAF) در گزارش سال ۲۰۰۵ خود با عنوان «زنان در یک جهان ناامن» نوشت که در آن هنگام که تعداد تلفات جنگ کاهش یافته بود، یک «نسل‌کشی مخفی» علیه زنان انجام می‌شد. بر اساس گزارش این مرکز، کمبود جمعیتی زنانی که به دلیل مسائل مربوط به جنسیت جان خود را از دست داده‌اند، در همان حد ۱۹۱ میلیون نفری است که برآورد شده از همه درگیری‌ها و جنگ‌ها در قرن بیستم مرده باشند. در سال ۲۰۱۲، فیلم مستند «نوزاد دختر است: مرگبارترین عبارت سه کلمه‌ای در جهان» منتشر شد و در یکی از مصاحبه‌های آن، یک زن هندی ادعا کرد که هشت دخترش را کشته‌است.

## برای مطالعهٔ بیشتر
- Herlihy, David (1995).  Anthony Molho (ed.). Women, Family and Society in Medieval Europe: Historical Essays, 1978-1991. Berghahn. ISBN 978-1571810243.
- Jeffery, R (1984). "Female infanticide and amniocentesis". Social Science & Medicine. 19 (11): 1207–1212. doi:10.1016/0277-9536(84)90372-1. PMID 6395348.
- Johnson, Michael P. (1981). "Smothered Slave Infants: Were Slave Mothers at Fault?". The Journal of Southern History. 47 (4): 493–520. doi:10.2307/2207400. JSTOR 2207400. PMID 11632401.
- Kowaleski, Maryanne (2013). "Gendering Demographic Change in the Middle Ages".  In Judith M. Bennett, Ruth Mazo Karras (ed.). The Oxford Handbook of Women and Gender in Medieval Europe. Oxford University Press. ISBN 978-0199582174.
- "Female Infanticide". V-Day. Archived from the original on 2014-11-08.
- Female infanticide by Websters